# Gian Giacomo Caroldo
Gian Giacomo Caroldo (* vor 1480 in Venedig; † 3. Juni 1539) war ein Angehöriger der venezianischen Kanzlei und ein Diplomat, der eine Geschichte Venedigs von den Anfängen bis 1382 schrieb. Sie trägt den Titel Historie venete dal principio della città fino all’anno 1382.

## Leben und Werk

### Notar, Kanzlei im Dogenpalast, Diplomat (ab 1496)
Der in Venedig geborene Caroldo wurde zunächst Notar, trat 1496 – zu dieser Zeit musste man dafür mindestens 16 Jahre alt sein – aber in die Kanzlei im Dogenpalast ein, und stand von da an in Staatsdiensten. Er reiste mehrfach in diplomatischer Mission, darunter nach England, auf die iberische Halbinsel und nach Konstantinopel. Von letzterer Reise ist sein Bericht (relazione) vom 30. September 1503 überliefert, aus dem hervorgeht, dass er als Sekretär in Diensten des Andrea Gritti stand, der wiederum mit Sultan Bayezid II. in Konstantinopel Friedensverhandlungen führte. Während des Krieges mit der Liga von Cambrai diente er auf Reisen nach Mailand und 1517 an den französischen Königshof.

### Sekretär des Rates der X und beim Senat
1507 wurde er Notar beim Senat mit einem jährlichen Salär von 50 Dukaten, 1508 war er Sekretär des Dogen. In dieser Funktion berichtete er am 22. Dezember 1508 den Pregadi (Senatoren) als Erster vom Friedensschluss zwischen Maximilian und dem König von Frankreich, die nach Italien marschieren wollten, während er mit Brief an Zaccaria Contarini vom 30. Dezember von der Liga von Cambrai berichtete. Er riet daher zur Befestigung von Cremona.

### Ausweisung aus Mailand, Unterhandlungen und Inhaftierung im Kirchenstaat (1510–1511)
Am 9. März 1509 erhielt er vom französischen König Befehl, Mailand zu verlassen, am 18. März berichtete er in Venedig von seiner Mission. Um den Papst von der Liga fernzuhalten, reiste er zu Kardinal Francesco Alidosi von Pavia, dem päpstlichen Legaten, doch der Papst setzte Venedig eine Frist von einem Monat, wieder unter die päpstliche Obödienz zurückzukehren. Ansonsten drohte das Interdikt. Nach der Schlacht von Agnadello von 1509 erhielt er vom Senat den Auftrag, sich zu Alidosi nach Bologna zu begeben.
Doch völlig überraschend ließ Papst Julius II. das gesamte Verwaltungs- und Militärpersonal in den von Venedig zuvor okkupierten Gebieten des Kirchenstaates verhaften, darunter Caroldo. Dieser erkrankte, verblieb jedoch bis Juni 1510 ein Jahr in Haft. 1511 konnte er wieder nach Venedig zurückkehren, nachdem er die Rückgabe der päpstlichen Territorien zu Ende verhandelt hatte.

### Diplomatisch-militärische Dienste, Mailand (1512–1520)
Daraufhin sollte er zur Armee der Lega Veneto-Romana nach Ravenna reisen, um die gegen die Franzosen kämpfende Armee finanziell zu unterstützen. Am 7. August sollte er nach Mailand reisen, wo er sich noch am 29. September 1512 aufhielt. Am 20. Juli 1513 wurde Caroldos Salär um 12 Dukaten erhöht. Im Oktober 1515 begleitete er die venezianischen Redner auf einer Sondermission nach Mailand beim französischen König; in deren Vorfeld verfasste Caroldo am 5. September sein Testament, das erhalten geblieben ist. Es wurde 1922 von Vittorio Lazzarini ediert. Von Mailand schickte er seinem Bruder Costantino zwei Briefe, der ihm im Amt der „scrivania di sopraconsoli“ gefolgt war; die Signoria hielt er brieflich auf dem Laufenden, wie etwa am 26. März 1517 über die wirtschaftliche Situation Frankreichs, das die Einfuhr von Goldstoffen und Seide zum Schaden von Lucca und Florenz untersagte. Im Juni kehrte Caroldo aus Frankreich nach Mailand zurück, im Gefolge des Vicomte de Lautrec, in dessen Dienst er auf Geheiß der Signoria stand. Im November 1517 informierte er diese über die Vorgänge in Bergamo, im Februar 1518 teilte er ihr die Absicht Kaiser Maximilians mit, dem Papst 4000 Mann zu stellen.
Im September 1518 ersuchte er um die Erlaubnis nach Venedig zurückzukehren, da er erschöpft von den vielen Verpflichtungen im diplomatischen Dienst sei. Der Senat lehnte dies jedoch ab, sandte ihm aber ein Geschenk in Höhe von 150 Dukaten. Noch im Oktober wurde sein Salär um weitere 25 Dukaten erhöht, womit er jährlich 110 Dukaten erhielt.
1519 berichtete Caroldo von den ersten Anzeichen des Konflikts zwischen Karl V. und Franz I. wegen der Nachfolge des im Januar verstorbenen Maximilian. Ende April erhielt er Anweisung vom Senat, die Milizen in Venetien auf den Kampf gegen die Schweizer vorzubereiten, die anscheinend für Spanien Partei ergreifen würden. Am 31. August wurde Caroldos Salär um weitere 8 Dukaten erhöht. Im September wurde als sein Nachfolger in Mailand Alvise Marin nominiert, der dort im Mai 1520 ankam. Doch noch am 1. Juli 1520 beklagt sich Caroldo darüber, dass er seinen Bericht nicht in Venedig hatte vortragen können. Von diesem Zeitpunkt an versah er seinen Dienst nicht mehr auf diplomatischen Reisen, sondern im Dogenpalast.

### Rückkehr nach Venedig (1520), Leiter der Kanzlei
Ab 1523 erhielt er bereits ein Salär von 165 Dukaten. Am 25. September 1528 berichtete er von einem geheimen Treffen mit dem französischen Botschafter. Caroldo war inzwischen Leiter der venezianischen Kanzlei.
Aus seinem Privatleben ist nur bekannt, dass er seinen Bruder Costantino unterstützte, ebenso wie seine Schwester Maria, inzwischen Witwe eines Tuchhändlers, und ihre Kinder, die er dem Senat in einer Supplik 1515 empfahl.

### Historie venete(bis 1532)
Sein Hauptwerk, fertiggestellt spätestens 1532, sind die Historie venete dal principio della città fino all’anno 1382. Dieses Werk, das später in zehn Bücher unterteilt wurde, reichte bis zum Tod des Dogen Andrea Contarini (1382) und ist in zwei Autographen überliefert. Begonnen hatte er mit seinem Opus wohl schon um 1520.